# Barleben
Barleben település Németországban, azon belül Szász-Anhalt tartományban. Lakosainak száma 9238 fő (2023. december 31.).

## Népesség
A település népességének változása:
| Lakosok száma | 9361 | 9330 | 9185 | 9238 | 9238 |
|               | 2017 | 2019 | 2021 | 2022 | 2023 |